# دائرة بن باديس
دائرة بن باديس، إحدى دوائر ولاية سيدي بلعباس الجزائرية. عاصمتها بلدية بن باديس. تتكون من أربع بلديات:
- بلدية بن باديس
- بلدية حاسي زهانة
- بلدية شيطوان البلايلة
- بلدية بدر الدين المقراني

## وصلات خارجية
- سيدي بلعباس أنفو
- جامعة سيدي بلعباس